# Abarth 207A Boano Spider
L'Abarth 207A Boano Spider è un'autovettura da competizione realizzata dalla Abarth.

## Contesto

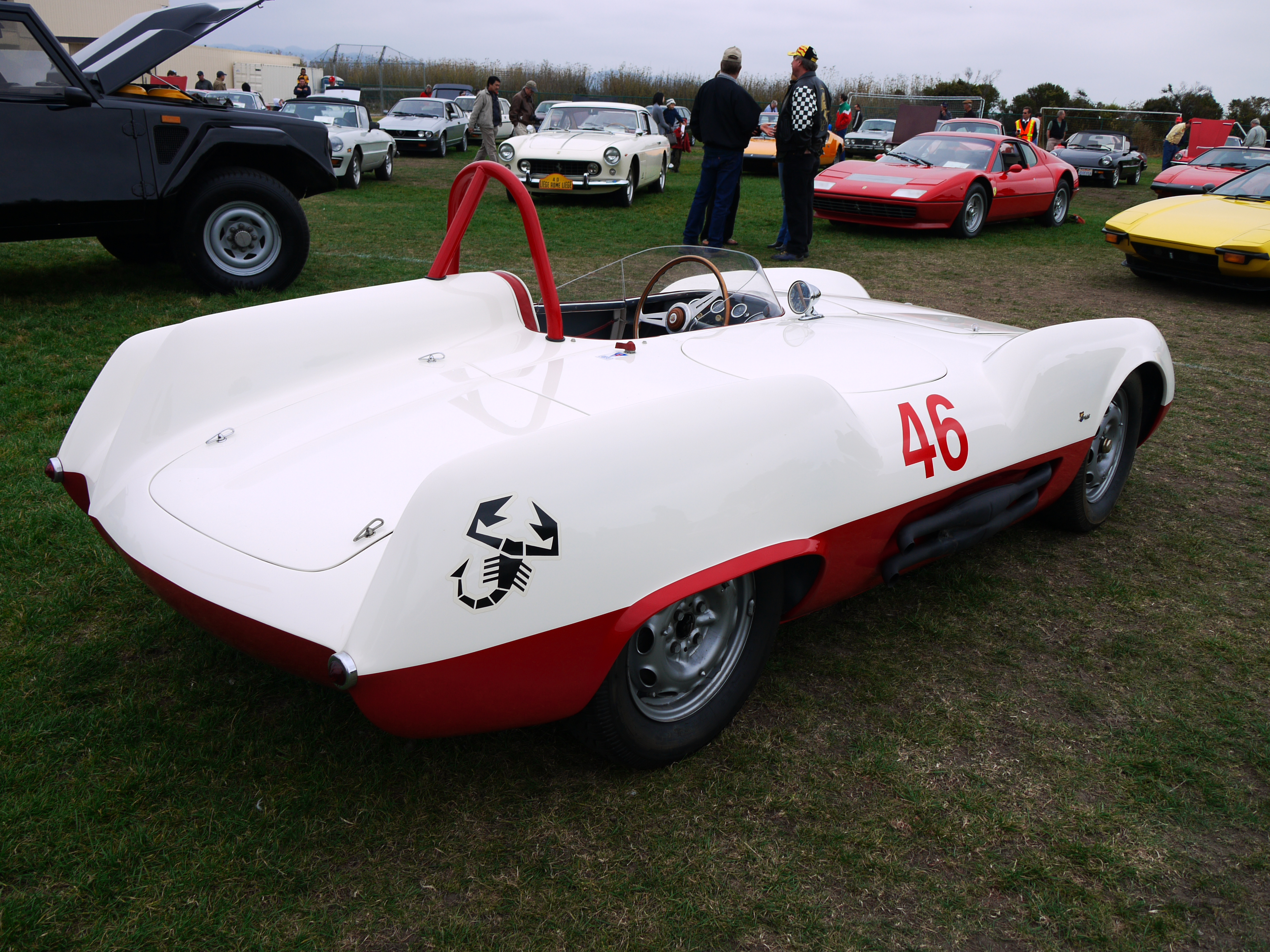
Vista posteriore

Dopo l'esperienza della 205, Carlo Abarth decise di creare una nuova auto da corsa per bissare il successo della prima. La vettura iniziò ad essere progettata nel 1954 e venne successivamente esposta presso il salone dell'automobile di Torino del 1955. L'auto ebbe inizialmente successo e ricevette 10 ordinazioni.

## Tecnica

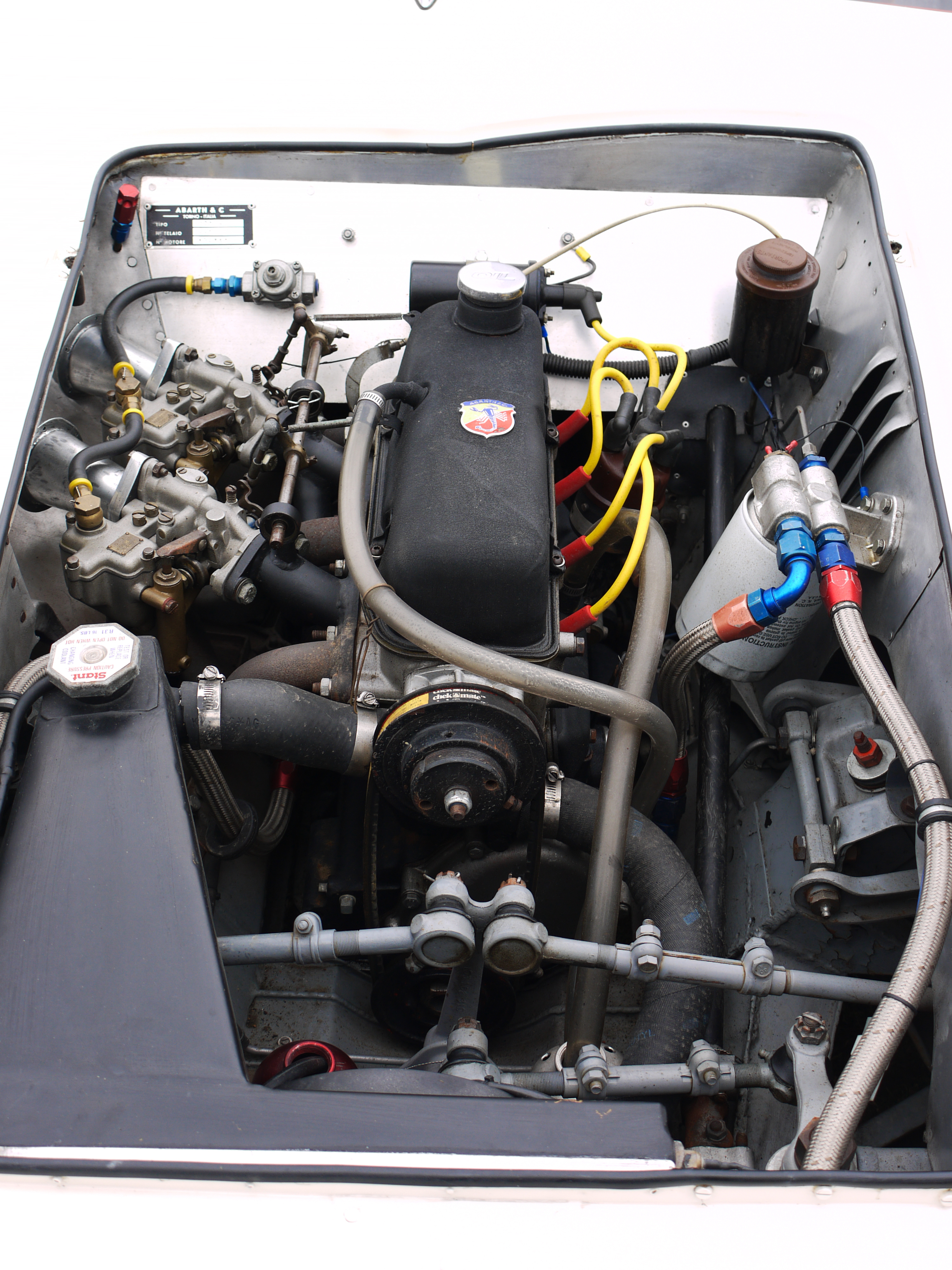
Il motore derivato dalla Fiat 1100

L'auto utilizzava come base la meccanica della Fiat 1100. Il propulsore è stato elaborato aggiungendo due nuovi carburatori Weber e dei nuovi collettori di scarico. Così configurato, il propulsore erogava una potenza di 66 cv. Le sospensioni non vennero ritoccate, mentre il corpo vettura venne totalmente realizzato dalla Carrozzeria Boano in acciaio, cosa inusuale per una vettura da competizione. Dal lato destro della vettura sporgevano i tubi di scappamento realizzati in acciaio inox.

## Attività sportiva
La prima corsa a cui prese parte fu la 12 Ore di Sebring del 1955, dalla quale venne squalificata a causa di un rifornimento giudicato irregolare dai commissari. Successivamente, la vettura non riscosse un grande successo a causa dell'eccessivo peso.